# McLain Ward
McLain Ward (Mount Kisco, 17 ottobre 1975) è un cavaliere statunitense, vincitore di due medaglie d'oro nel Salto ostacoli a squadre, sia alle olimpiadi di Atene 2004 che di Pechino 2008.

## Palmarès
- Olimpiadi

Atene 2004: oro nel salto ostacoli a squadre.
Pechino 2008: oro nel salto ostacoli a squadre.
Rio de Janeiro 2016: argento nel salto ostacoli a squadre.
- Mondiali

Aquisgrana 2006: argento nel salto ostacoli a squadre.
Normandia 2014: bronzo nel salto ostacoli a squadre.
- Giochi panamericani

Guadalajara 2011: oro nel salto ostacoli a squadre.
Toronto 2015: oro nel salto ostacoli individuale e bronzo nel salto ostacoli a squadre.